# Banchetto nuziale di Bona Sforza e Sigismondo I di Polonia

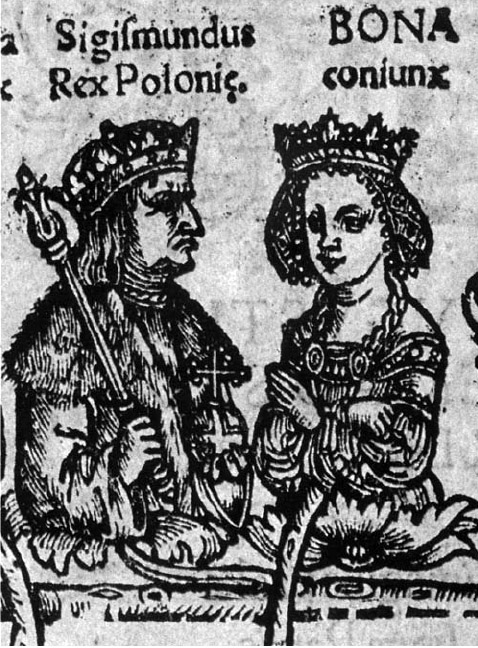
La coppia reale

Il banchetto nuziale di Bona Sforza e Sigismondo I di Polonia è stato un grandioso convito che ebbe luogo la sera del 6 dicembre 1517, a Napoli, nel Castel Capuano. Fu anche un evento spettacolare nella storia del costume.

## Storia
Come giorno degli sponsali venne scelto il 6 dicembre, in onore di san Nicola, santo patrono di Bari, ma Napoli fu preferita come sede. Le nozze sono state celebrate per procura in presenza di un imponente corteo di cui facevano parte anche gli ambasciatori polacchi e tutta la nobiltà napoletana e barese in abbigliamento sfarzoso.
Il banchetto si svolse nel grande salone del castello adornato con ghirlande e drappi azzurri a stelle d'oro con al centro lo stemma della Polonia e quello d'Aragona. In fondo alla sala, la giovane regina sedeva sotto un baldacchino in una veste di raso veneziano azzurro seminato d'api d'oro lavorate a martello con perle e altri gioielli (l'abito della sposa è valutato ben settemila ducati d'oro). Separata della mensa d'onore degli invitati, la sua tavola era apparecchiata con due o più tovaglie sulle quali un'artistica fontanella distribuiva coppette di acqua profumata. Sulla tavola inferiore erano disposti tovaglioli piegati a forma di colonne, mitre, barche, piramidi e teste d'uccello.
Giuliano Passaro fu il primo cronista a descrivere l'evento, basandosi su note manoscritte lasciate dai suoi antenati e che furono pubblicate a Napoli nel 1785. Dal Passaro in poi, numerosi scrittori come Giulio Petroni, Vito Marsellis e Salvatore Di Giacomo hanno commentato questo banchetto memorabile durato nove ore e in cui si sono succedute 29 portate per un totale di 1500 piatti diversi. Purtroppo, i vini non sono menzionati. Il saggista Di Giacomo afferma che il menù è caratteristico della cucina partenopea. Nel 1971, invece, nel suo trattatello Ars coquinaria barensis, Luigi Sada, ricorrendo ad un ricettario barese, dimostra che i piatti serviti sono quasi tutti tipici baresi.

## L'ordine[9]del convito
Le denominazione delle portate secondo i termini culinari cinquecenteschi sono:
- Prima portata – Pignolate (croccante con pinoli) in quattro (cioè in quattro piatti) con natte (sorta di panna) attonnata (spezie da confettura): antipasto dolce che fa parte del «servizio de credenza» iniziale.
- Seconda portata - Insalata d'herbe: misticanza di erbe, in particolare amare come i lampascioni. Antipasto destinato a stimolare l'appetito.
- Terza portata - Jelatina: brodo grasso fatto raffreddare e tagliato artisticamente.
- Quarta portata - Lo bollito (bollito vario, in particolare di vitello) e biancomangiare con mostarda con l'ordine suo.
- Quinta portata - Li coppi di picciuna: piccioni stufati e tagliati con arte dal trinciante.
- Sesta portata - Lo arrusto ordinario con mirrausto et salsa di vino agro: arrosti (che potevano giungere fino a 120 piatti) in agrodolce con salsa all'aceto.
- Settima portata - Le pizze sfogliate: lasagne con salsa allo zafferano[10].
- Ottava portata - Lo bollito salvaggio con putaggio ungaresco et preparata: bollito di selvaggina e minestra alla paprica e peperoncini.
- Nona portata - Li pasticci di carne: grande pasticcio di carne al sugo presentato artisticamente; servito con olive di Puglia e Spagna come contorno.
- Decima portata - Li pagoni con sua salza: annunciati dal suono delle trombe, i pavoni erano presentati adornati del loro piumaggio.
- Undicesima portata - Le pizze fiorentine: una specie di pan di Spagna.
- Dodicesima portata - Lo arrusto salvaggio e strangolapreiti: arrosto accompagnato da strozzapreti.
- Tredicesima portata - Le pastidelle de carne: polpette in umido.
- Quattordicesima portata - La zuppa nanna: zuppa nordica, probabilmente in omaggio agli ambasciatori polacchi.
- Quindicesima portata - Lo arrusto de fasani: arrosto di fagiano al vino bianco.
- Sedicesima portata - Almongiavàre: ispanismo per un dolce simile a una torta.
- Diciassettesima portata - Li capuni copierti: capponi coperti da una specie di pasticcio poi cotti nel vino.
- Diciottesima portata - Le pizze bianche: preparazione ignota.
- Diciannovesima portata – Et appresso jelatina in gotti: gelatina liquida e fredda servita in un bicchiere di cristallo.
- Ventesima portata - Conigli con suo sapore: coniglio accompagnato da varie salse (noci, uva acerba, acciughe...).
- Ventunesima portata - Li guanti: pasta ripiena di vario tipo.
- Ventiduesima portata - Le starne con limoncelle sane: starne agli agrumi.
- Ventitreesima portata - Li pastici de cotogne: cotognata.
- Ventiquattresima portata - Le pizze pagonazze: preparazione simile alle pizze bianche servite in precedenza, ma colorate di rosso.
- Venticinquesima portata - Le pastidelle de zuccaro per tutte le tavole: pasta di mandorle con acqua di rose o di fiori d'arancio.
- Ventiseiesima portata - Le tartelle per tutte le tavole: torte di vario tipo.
- Ventisettesima portata – Castagne di zuccaro con lo scacchiero: castagne sciroppate (marron glacé) servite insieme a una scacchiera per giocare.
- Ventottesima portata – Le nevole et procrassa: le nevole sono le attuali cartellate e l'ippocrasso un vino dolce speziato.
- Ventinovesima portata – Le confieti: oltre ai tradizionali confetti nuziali, quest'ultima portata comprendeva tutti i tipi di canditi e di marmellate senza dimenticare il torrone barese di cui "Bonita[11]" era ghiotta[12].